# 慎獨
慎獨，意思是當自己一個人獨處時，仍然需要謹慎守禮。這是儒家所提倡的一种修身方法之一。梁漱溟甚至認為慎独貫穿了整個儒家思想。唐朝詩人駱賓王亦有詩句：「類君子之有道，入暗室而不欺。」即是在無人看見的地方，亦不作不見得人的事情。

## 儒家論慎獨
慎獨在儒家當中是一個重要的標誌。因此不少儒家典籍亦提及「慎獨」一詞，如《中庸》當中的「故君子慎其獨也」。而《大學》亦把慎獨列作誠意的一部份，如所謂誠意，亦即不自欺，不自欺亦即獨處時亦不會自我欺騙。而小人在獨處時不善行為就會表露無遺，亦會放盪自己的行為，但當遇見君子時便會遮掩其不善之處。因此君子應該表裡如一，因此需要慎獨。尤如：春秋時魯人「柳下惠坐懷不亂」的典故。
東漢時楊震的「四知」箴言：「天知、神知、我知、子知」。
三國時劉備的「勿以惡小而為之，勿以善小而不為」。
元代時許衡不食無主之梨，「梨雖無主，我心有主」。
清代林則徐的「海納百川，有容乃大；壁立千仞，無欲則剛」。
北宋范仲淹食粥心安，「非不感厚意，蓋食粥安已久，今遽亨盛饌，後日豈能復啖此粥乎！」
曾國藩著名的「日課四條」：慎獨、主敬、求仁、習勞，其所謂慎獨則心泰，主敬則身強。

## 佛教論慎獨
慎獨一詞到了現代，不少僧人亦有引用慎獨來提醒自身的修行。如中台禪寺見歸法師認為，人在獨處時常有苟且偷安之心，因此在獨處時我們應坦誠面對自己的心，觀察自己每一個念頭的變化，這就是「覺」。而釋淨空則認為，慎獨代表著別人看不見的時候仍要謹慎如事，別人聽不見的時候仍要保持清醒，他亦把慎獨總結為三點：「言行合一為情操、心口如一是良知、始終如一為坦蕩。」

## 現代中國論慎獨
中國官媒有評論認為，中國共產黨黨員及領導干部，應該要學會慎獨，更認為慎獨是領導干部的必修課，而中國共產黨中央委員會總書記習近平也強調要「慎獨慎微」。

## 參看
- 儒家
- 修身
- 修行